# Heinz Barwich
Heinz Barwich (Berlim, 22 de julho de 1911 – Köln, 10 de abril de 1966) foi um físico nuclear alemão. Foi o primeiro diretor do Zentralinstitut für Kernforschung (ZfK) próximo a Dresden e mais tarde vice-diretor do Instituto Central de Investigações Nucleares em Dubna, Oblast de Moscou. Esteve depois da Segunda Guerra Mundial intensamente envolvido no projeto soviético da bomba atômica. Foi na sua época um dos físicos de renome internacional da Alemanha Oriental; em 1964 fugiu para a Alemanha Ocidental.

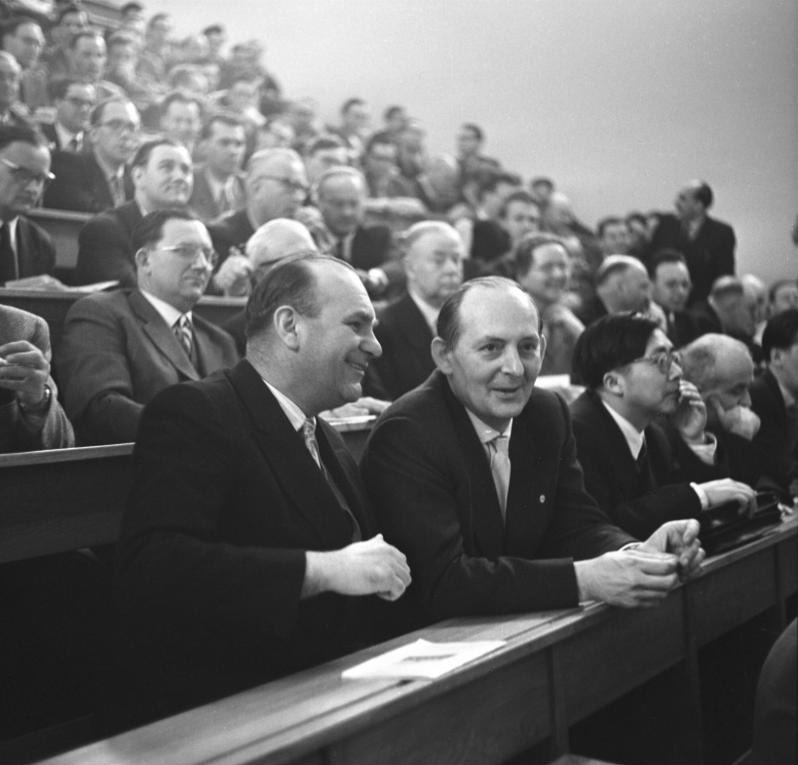
Heinz Barwich (esquerda) em conversa com Robert Havemann na reunião anual da Physikalische Gesellschaft der DDR 1958

## Formação
Barwich nasceu e cresceu em Lankwitz, Berlim. Seu pai Franz Barwich foi um ativista do então movimento dos trabalhadores e um teórico do anarcossindicalismo. Publicou diversos escritos sobre anarquismo bem como sobre os revolucionários russos Mikhail Bakunin e Piotr Kropotkin e suas ideologias.
Aos dezesseis anos de idade Barwich obteve em 1927 na Oberrealschule o Abitur. Em seguida fez um estágio na AEG em Berlim. 
Barwich professou nas década de 1920 e 1930 ideologias de esquerda, privando mais tarde de confiança especial na União Soviética.
Em 1929 começou a estudar engenharia elétrica n TH Berlin-Charlottenburg, onde assistiu aulas de grandes pioneiros da física moderna, como Max Planck, Albert Einstein e Werner Heisenberg, "para citar alguns dos mais conhecidos". Eles podem ter sido o motivo de sua mudança no programa de graduação em 1930, quando ele mudou para matemática e ciências até 1933. Fez seu trabalho de diplomação com Gustav Ludwig Hertz sobre a medição da constante de Planck com a ajuda do efeito fotoelétrico, com quem obteve um doutorado em 1936 sobre questões de separação isotópica pelo método de difusão, em que Hertz foi na época pioneiro nesse campo.

## Atividade no tempo do Nazismo
Barwich seguiu Hertz imediatamente após sua tese para o Laboratório de Pesquisa II da Siemens para Berlim, após ter sido retirada de Hertz como um "Vierteljude" sua permissão de examinador. Esse destino aconteceu a muitos estudiosos judeus na década de 1930, que então buscaram o caminho para a pesquisa industrial. No entanto, o laboratório de pesquisa teve que parar seu trabalho em física nuclear e lidar com questões relacionadas à guerra da tecnologia de ultrassom, especialmente a ignição de torpedos. Nos anos de 1934 a 1945 Barwich trabalhou como assistente de pesquisa no laboratório de pesquisa da empresa Siemens & Halske, que desde o início da guerra, em 1939, trabalhou com a Marinha para melhorar os detonadores de torpedos.

## Na União Soviética
Através de sua ocupação com problemas do processo de separação elementar em uma bomba e o curso dos processos na cascata, Barwich tornou-se um colaborador dos especialistas atômicos que foram enviados à União Soviética em Sucumi em 1945, incluindo o Prêmio Nobel Gustav Hertz, Manfred von Ardenne, Max Steenbeck e outros. Como um dos poucos especialistas em atômica, no entanto, ele foi voluntariamente para a União Soviética em 1945, como descreve em retrospecto: "Em 10 de junho de 1945 decidi ir para a União Soviética. Eu tinha 33 anos, era casado, tinha três filhos pequenos, o quarto era esperado. Eu também estava desempregado. Então a decisão não foi difícil para mim ".
De 1945 a 1955 Barwich trabalhou como físico atômico e especialista em separação de isótopos a serviço da União Soviética. Estava com outros cientistas alemães temporariamente alojado nos institutos na região dos Montes Urais e em Agudsera próximo a Sucumi, Abecásia.
Após o primeiro teste bem-sucedido da bomba nuclear em 1951 recebeu o Prêmio Stalin do segundo grau juntamente com Gustav Hertz e Yuri Alexandrovich Krutkov.

## Retorno para a Alemanha Oriental
Depois de voltar da União Soviética para a Alemanha Oriental Barwich trabalhou como consultor da Academia das Ciências da Alemanha. De 1955 a 1964 foi diretor (de forma intermitente) do Zentralinstitut für Kernforschung (ZfK) em Rossendorf, Dresden, fundado em 1956 para pesquisa nuclear na Alemanha Oriental. Na época trabalhavam lá o professor Kurt Schwabe e o espião nuclear Klaus Fuchs. Ao mesmo tempo foi professor de engenharia nuclear na Universidade Técnica de Dresden.
De 1961 a 1964 foi vice-diretor do Instituto Central de Investigações Nucleares em Dubna, a cuja equipe consultiva ele já pertencia como representante da Alemanha Oriental. Foi na época um dos principais físicos nucleares da Alemanha Oriental.
Barwich nunca foi membro de nenhuma das partes, nem no Partido Comunista da Alemanha (KPD), do Partido Nacional-Socialista dos Trabalhadores Alemães (NSDAP) ou do Partido Socialista Unificado da Alemanha (SED). Durante seu trabalho de pesquisa na Alemanha Oriental foi membro do Conselho Nacional da Frente Nacional, vice-presidente do Friedensrat der DDR, co-fundador do Forschungsrat der DDR e membro do Amt für Kernforschung und Kerntechnik do governo da Alemanha Oriental.

## Fuga para o Ocidente
Fugiu surpreendentemente para o Ocidente em 1964, durante a terceira Conferência Nuclear de Genebra. Sobre isto disse que a construção do Muro de Berlim lhe roubou o resto de sua confiança no "sistema neo-stalinista de Ulbricht". Sua fuga para o Ocidente foi preparada em contato com a CIA, que garantiu a fuga de sua família. Durante a fuga seu filho Peter e sua filha Beate foram presos pelos guardas da fronteira da RDA e sentenciados a vários anos de prisão. Mais tarde foram resgatados pela Alemanha Ocidental.
Barwich viajou da conferência para a Alemanha Ocidental, onde pediu asilo político para os Estados Unidos. Em março de 1965 retornou à República Federal da Alemanha. Morreu em 10 de abril de 1966 em Colônia.
Postumamente foi publicada no ano seguinte autobiografia Das rote Atom.

## Obras
- Die Zukunft gehört dem Sozialismus. Mit Brunolf Baade, hrsg. von der Nationalen Front des Demokratischen Deutschland, Nationalrat, Büro des Präsidiums, 1957.
- Das Zentralinstitut für Kernphysik am Beginn seiner Arbeit. Mit Josef Schintlmeister und Fritz Thümmler, Akademie-Verlag, 1958.
- Lehrbuch der Kernphysik. Bd. 3. Angewandte Kernphysik. Mit Gustav Hertz, Teubner in Verwaltung, 1963.
- Das Rote Atom. Als deutscher Wissenschaftler im Geheimkreis der russischen Kernphysik. Mit Elfi Barwich, München/Bern, Scherz-Verlag, 1967 (weitere Ausgaben: Europ. Buch- und Phonoklub, 1969, Fischer-Bücherei, 1970, und Fischer-Taschenbuch, Frankfurt 1984).
- Die Trennung von Gasgemischen durch Diffusion in strömenden Quecksilberdampf. Springer-Verlag, Berlin 1936 (zugl. Dissertation, Technische Hochschule Berlin).